# Cantonul Noisy-le-Sec
Cantonul Noisy-le-Sec este un canton din arondismentul Bobigny, departamentul Seine-Saint-Denis, regiunea Île-de-France, Franța.

## Comune
| Comune       | Populație (1999) | Cod poștal | Cod INSEE |
| ------------ | ---------------- | ---------- | --------- |
| Noisy-le-Sec | 40 239           | 93 130     | 93 053    |